# Balatonszabadi, Somogy
Balatonszabadi  este un sat în districtul Siófok, județul Somogy, Ungaria, având o populație de 2.988 de locuitori (2011). 

## Demografie
Componența etnică a satului Balatonszabadi
     Maghiari (96%)
     Germani (1,63%)
     Romi (1,56%)
     Necunoscut (0,63%)
     Ruși (0,19%)
     Alții (0,63%)
Componența confesională a satului Balatonszabadi
     Romano-catolici (54,38%)
     Reformați (11,58%)
     Fără religie (8,7%)
     Luterani (1,51%)
     Necunoscută (22,89%)
     Alte religii (1,17%)
Conform recensământului din 2011, satul Balatonszabadi avea 2.988 de locuitori. Din punct de vedere etnic, majoritatea locuitorilor (96,0%) erau maghiari, existând și minorități de germani (1,63%) și romi (1,56%). Apartenența etnică nu este cunoscută în cazul a 0,63% din locuitori.  Din punct de vedere confesional, majoritatea locuitorilor (54,38%) erau romano-catolici, existând și minorități de reformați (11,58%), persoane fără religie (8,7%) și luterani (1,51%). Pentru 22,89% din locuitori nu este cunoscută apartenența confesională.